# RCA Championships 2005
L'Indianapolis Tennis Championships 2005 è stato un torneo di tennis giocato sul cemento.
È stata la 18ª edizione dell'Indianapolis Tennis Championships (conosciuto quest'anno anche come RCA Championships per motivi di sponsorizzazione), che fa parte della categoria International Series nell'ambito dell'ATP Tour 2005. Si è giocato all'Indianapolis Tennis Center di Indianapolis negli Stati Uniti, dal 18 al 25 luglio 2005. È stato il 1° evento delle US Open Series del 2005.

## Campioni

### Singolare
Robby Ginepri ha battuto in finale  Taylor Dent che si è ritirato sul punteggio di 4–6, 6–0, 3-0.

### Doubles
Paul Hanley /  Graydon Oliver hanno battuto in finale  Simon Aspelin /  Todd Perry con il punteggio di 6–2, 3-1 (rit)